# SEUROP
SEUROP è una griglia di valutazione della carcassa presa come riferimento in tutta Europa. Le classi vanno da S (superiore) a P (mediocre).

## Per i bovini
Il sistema di classificazione adottato per i vitelli da carne uguale a quello per gli esemplari adulti. Vengono ordinati secondo:
- categoria
- conformazione muscolare
- presenza di grasso

La conformazione è indicata dalle lettere S, E, U, R, O, P, che si riferiscono allo sviluppo muscolare; da animali con profili marcatamente convessi e quindi alte rese quanti-qualitative di macellazione 
(classe S);a bestie con profili rettilinei e basse rese quanti-qualitative (classe P).
La resa di macellazione (peso delle mezzene sul peso vivo) può nel primo caso superare il 64%.
Per la determinazione della conformazione della carne, le carcasse vengono suddivise in 15 categorie differenti.
La categoria S non viene usata per i vitelli.
Il colore della carne può variare da molto bianca fino a rosata e viene contraddistinto da un numero.